# Моховая смородина
Мохова́я сморо́дина,  мохо́вка или мохови́ца (от рус. мох, моховой) — обиходное диалектное, преимущественно сибирское или дальневосточное название:274 для нескольких видов дикорастущих ягодных растений, встречающихся по берегам рек и ручьёв, а также в болотистых или влажных лесных местах («во мхах»).

## Основные таксоны
- Моховая смородина, смородина лежачая или мохо́вка[3] (лат. Ribes procumbens).[4]:356 — обиходное название одного из широко распространённых сибирско-дальневосточных видов низкорослой смородины, растущей по болотам и влажных почвах. Ягоды ароматные, кисло-сладкие, бурого цвета.
- Моховая смородина или мохо́вка[5] (сиб., лат. Ribes nigrum) — распространённое народное название для мелкой дикой или одичавшей чёрной смородины, нередко растущей по влажным лесам, мшаринам[6] и на торфяных болотинах.
- Моховая сморо́да, мохови́ца или мохо́вка (забайк., лат. Ribes dikuscha)[1]:274 — диалектное забайкальское название смородины-дикуши, дикорастущего плодового кустарника с крупными листьями и синими сладковато-кислыми ягодами без специфического «смородинового» аромата. Растёт по берегам рек и в лесах на северо-востоке Сибири и на Дальнем Востоке.
- Моховая смородина,[7] куманика или моро́шка[8] (лат. Rubus chamaemorus)[9] — диалектное народное название для морошки приземистой, многолетнего травянистого растения, болотной ягоды, растущей по заболоченным лесам, торфяникам, а также моховым и кустарниковым тундрам арктической и северной лесной полосы северного полушария.
- Мохо́вка, кисли́ца или мохови́ца (махави́ца) — диалектное зайбайкальское слово для обозначения (собранных) ягод смородины вообще, вне различий вида или цвета, чаще употребляется для чёрной смородины или дикуши. Слово моховка или ягода-моховка употребляется вне зависимости от того, собрана дикорастущая ягода или выращенная в саду. «Варенье из моховки» — то же, что варенье из смородины.[1]

## Галерея моховой смородины
- Смородина моховая 
(Ribes procumbens)
- Смородина чёрная 
(Ribes nigrum)
- Смородина-дикуша 
(Ribes dikuscha)
- Морошка 
(Rubus chamaemorus)
- Смородина 
(собранная ягода)